# John Kreuger
John Kreuger, född 3 augusti 1945, är en svensk hästuppfödare.
John Kreuger är yngste son till Torsten Kreuger i dennes tredje äktenskap med Diana Blanchefleur Hedberg (1920–1998), och helsyskon till Björn och Sten Kreuger. Han är därmed också brorson till Ivar Kreuger.

## Familj
John Kreuger var i första äktenskapet gift med Estelle Ax:son Johnson. Paret bosatte sig i Myrtle Point i Oregon i USA, där de födde upp hästar. Han var i sitt andra äktenskap sedan 1983 gift med prinsessan Irina av Rumänien, tredje dotter till kung Mikael I av Rumänien och drottning Anne. 2013 gifte han sig med Charlotta Hollertz.

### Barn
Med prinsessan Irina:
1. Michael Torsten de Roumanie-Kreuger (25 februari 1985)
2. Angelica Margareta Bianca de Roumanie-Kreuger (29 december 1986)

Han har varit bosatt i USA och Schweiz i flera decennier, men bor numera i Sverige. År 2012 köpte han Herrborums herrgård (manbyggnad och tre hektar mark). Herrgården hade tidigare ägts av greve Jarl Stenbock, som ärvt den 2007 av Magnus Stenbock.